# راقش واشیست
راکش وشیست (انگلیسی: Raqesh Vashisth؛ زادهٔ ۱ سپتامبر ۱۹۷۸) یک هنرپیشه اهل هند است. وی از سال ۲۰۰۱ میلادی تاکنون مشغول فعالیت بوده‌است. او ابتدا در سال 1999 برای تبلیغات های تلویزیونی کار می کرد. سپس در سال 2001 وارد سینمای بالیوود شد. او همبازی سابق بازیگر معروف بالیوود دیا میرزا بود اما به دلیل شایعاتی که پشت سر دیا میرزا و راکش وشیست بود، بعد از ازدواج دیا میرزا راکش از دنیای بالیوود خارج شد و وارد تلیوود شد. از آن پس راکش وشیست در فیلم های سینمایی تلیوودی و سریال های تلیوودی هندی بازی می کند. در سال 2012 در فیلم هیرویین که کارینا کاپور نیز در آن فیلم نقش اصلی را دارد، ظاهر شد. سریال های معروف او Hongey Judaa Na Hum و سریال Maryada lekin Kab Tak است که به همراه همسرش ریدهی دوگرا بازی کرد و هم چنین با ریدهی دوگرا در سریال Seven نقش شلوک را بازی کرد. در سال 2014 بازیگر معروف بالیوود کاران سینگ گروور که نقش اسد احمد خان در سریال قبول می کنم را بازی می کرد، به دلایلی از سریال رفت و راکش وشیست جایگزین او شد. راکش وشیست در سال 2011 با ریدهی دوگرا بازیگر تلیوودی ازدواج کرد.

## نام اصلی
نام او در واقع "راکش باپات" می باشد. او به خواست خودش در بالیوود نام راکش باپات را دارد که نام اصلی اش است، اما در تلیوود نامش را "راکش وشیست" گذاشته است.

## فعالیت در بالیوود
راکش وشیست از سال 2001 تا 2006 (فقط به مدت 6 سال) در بالیوود فعالیت کرد.

## فعالیت در تلیوود
راکش وشیست تا سال 2006 در بالیوود فعالیت کرد اما از سال 2005 نیز وارد تلیوود شده بود. او در سریال Hongey Judaa Na Hum (سرنوشت ما را از هم جدا نمی‌کند) در نقش روهان توجه بسیاری از بینندگان سریال های هندی را به خود جلب کرد.

## فیلم ها
| سال انتشار | نام فیلم                  | نقش          |
| ---------- | ------------------------- | ------------ |
| 2001       | بدون تو                   | عمار شاه     |
| 2002       | قلب و عاشقانه             | گوراو        |
| 2003       | شماره ی اشتباه            | راج          |
| 2004       | کائون هه جو ساپنو مین آیا | سانی کانا    |
| 2005       | کویی مره دیل مین هه       | سمیر         |
| 2005       | نام گام جایگا             | ویشال ساکسنا |
| 2006       | جای سانتوشی ما            | انوراگ       |
| 2006       | جادو سا چال گایا          | راهول        |
| 2012       | هروئین                    | سمیر خان     |
| 2012       | آینا کا باینا             | ساگر         |
| 2013       | گیپی                      | معلم شیمی    |
| 2013       | یک داستان جدید عاشقانه    | نا معلوم     |
| 2015       | شهروند                    | نا معلوم     |
| 2015       | ورون داوان                | نا معلوم     |
| 2016       | سارو مانگال ساودان        | نا معلوم     |

## سریال ها
| سال انتشار  | نام سریال               | نقش          |
| ----------- | ----------------------- | ------------ |
| 2005-2009   | هفت دور - سالونی کا صفر | نیل          |
| 2008        | اک پاکت اومید           | آنوج         |
| 2010        | هفت                     | شلوک         |
| 2010 - 2012 | ماریادا: لکین کاب تاک؟  | آدیتیا جکر   |
| 2011        | رویاهای ساده            | کاران        |
| 2012 - 2013 | جدایی ناپذیر            | روهان        |
| 2013        | ناچ بالیه (فصل6)        | خودش         |
| 2014        | قبول می کنم             | اسد احمد خان |